# У Христа за пазухой
У Христа за пазухой — разговорная идиома в русском языке, означающая высшую степень защиты.
Её эквивалентами в английском языке выступают In Abraham’s bosom, in Jesus pocket.

## Толкование
В толковом словаре Ушакова упоминается в статье про слово «пазуха»:
как у Христа за пазухой (жить; разг. устар.). — очень хорошо, вольготноТолковый словарь Ушакова
В справочнике фразеологизмов выражение «У Христа за пазухой» означает беззаботную, лёгкую жизнь, в которой человек полностью защищён от любых внешних опасностей. Это устойчивое словосочетание создаёт некий образ пазухи как места, в котором можно очень надёжно и безопасно укрыться. Считается, что этот фразеологизм имеет общеславянские корни.
В форме и смысле выражения «как у Христа за пазухой» сочетаются элементы книжной христианской и народной русской культуры.